# Tuborg Squash
Tuborg Squash er en dansk sodavand med appelsinsmag, produceret af Carlsberg. Den kom på markedet i 1936 og er dermed ifølge producenten Danmarks ældste sodavand, der stadig produceres.

## Reklamer
De mest kendte reklamer for Tuborg Squash blev lavet fra 1989 og godt 10 år frem. De udnyttede effektivt muligheden for reklamer i TV 2, der var startet 1. oktober 1988. Jacob Haugaard spiller købmand og Finn Nørbygaard spiller en kunde, der kommer ind for at købe en Tuborg Squash. Det gennemgående i reklamerne er, at Finn ikke kan finde ud af at udtale "Squash". Idemanden bag reklamerne var Jacob Ludvigsen, der arbejdede for reklamebureauet Wibroe, Duckert & Partners, og Lone Scherfig instruerede de første episoder. Ludvigsen havde boet på Bornholm siden 1978 og blev inspireret til reklamerne af Røbro Købmandsforretning i Rø. Den blev med årene en turistattraktion, men lukkede i 2009.
En nyere række reklamer fra samme bureau er med de såkaldte Squashbuddies, der handler om to fyre, der dyrker en række sportsgrene som bl.a. wrestling mod Asbjørn Riis, men selvfølgelig også sporten squash. Reklamerne slutter oftest med at fyrene sidder med skrammer og drikker en Tuborg Squash.